# Теорема про три перпендикуляри
Теоре́ма про три перпендикуля́ри — фундаментальна теорема стереометрії.

## Формулювання
Пряма, проведена в площині через основу похилої, перпендикулярна до її проєкції на цю площину, перпендикулярна й до самої похилої.

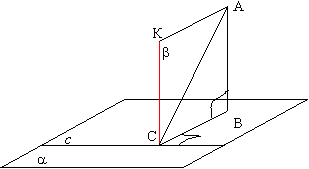

### Доведення

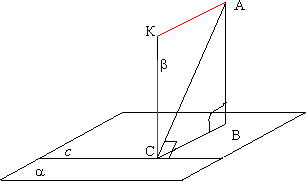

Нехай {\displaystyle AB} — перпендикуляр до площини {\displaystyle \alpha }, {\displaystyle AC} — похила і {\displaystyle c} — пряма в площині {\displaystyle \alpha }, що проходить через точку {\displaystyle C} і перпендикулярна проєкції {\displaystyle BC}. Проведемо пряму {\displaystyle CK} паралельно до прямої {\displaystyle AB}. Пряма {\displaystyle CK} перпендикулярна до площини {\displaystyle \alpha } (оскільки вона паралельна до {\displaystyle AB}), а значить, і до будь-якої прямої в цій площині, отже, {\displaystyle CK} перпендикулярна до прямої {\displaystyle c}. Проведемо через паралельні прямі {\displaystyle AB} і {\displaystyle CK} площину {\displaystyle \beta } (паралельні прямі визначають площину, причому тільки одну). Пряма {\displaystyle c} перпендикулярна до двох прямих у площині {\displaystyle \beta }, що перетинаються, це {\displaystyle BC} за умовою і {\displaystyle CK} за побудовою, отже, вона перпендикулярна і до будь-якої прямої, що належить цій площині, отже, перпендикулярна й до прямої {\displaystyle AC}.

## Теорема, обернена до теореми про три перпендикуляри
Якщо пряма, проведена на площині через основу похилої, перпендикулярна до самої похилої, то вона перпендикулярна і до її проєкції.

### Доведення
Нехай АВ — перпендикуляр до площини α, АС — похила і c — пряма в площині α, що проходить через основу похилої C. Проведемо пряму СК, паралельно до прямої АВ. Пряма СК перпендикулярна до площини α (за цією теоремою, оскільки вона паралельна до АВ), а отже й до будь-якої прямої в цій площині, отже, СК перпендикулярна до прямої c. Проведемо через паралельні прямі АВ і СК площину β (паралельні прямі визначають площину, причому тільки одну). Пряма c перпендикулярна до двох прямих, що лежать у площині β, це АС за умовою і СК, отже, вона перпендикулярна і до будь-якої прямої, що належить цій площині, отже, перпендикулярна й до прямої ВС. Іншими словами, проєкція ВС перпендикулярна до прямої c, що лежить у площині α.

## Приклад застосування
Задача. Доведіть, що через будь-яку точку прямої в просторі можна провести перпендикулярну до неї пряму.

### Розв'язування
Нехай а — пряма і А — точка на ній. Візьмемо будь-яку точку Х поза прямою а і проведемо через цю точку і пряму а площину α. У площині α через точку А можна провести пряму b, перпендикулярну до а.